# 委员会共产主义
委员会共产主义（英語：Council communism），又稱理事会共产主义，是在二十世紀二十年代出现的共产主义的一個分支。由於受到德国十一月革命爆發一事的启发，因此委员会共产主义反对国有社会主义並主张成立工人委员会和建構委員會民主制。

## 簡述
委员会共产主义於二十世紀二十年代在德國和荷兰曾有不少擁護者，但在納粹主義興起之後，委員會共產主義勢力受到沉重打擊。儘管如此，不過現今在遠左派（英文名稱為far-left, 不是extreme left(極左派)或ultra-left(超左派)）中仍有一些委員會共產主義者。
委員會共產主義主張通過無產階級所採取的自發性行動來成立分散於各地的工人委員會，並且主張由工人委員會透過不斷地爭鬥來逐步實現共產主義。站在反精英主義的立場上，委員會共產主義反對認可先鋒隊論的列寧主義及其所衍生出來的馬克思主義的其他部份分支（如史達林主義及毛澤東主義）。
委員會共產主義的知名擁護者有安东尼·潘涅库克、奥托·吕勒及保罗·马蒂克等人。

## 抨擊

### 來自共產主義者所作的抨擊
一些左翼共產主義者貶稱委員會共產主義者為委員會主義者（Councilist），他們認為委員會共產主義者過於重視無產階級的自發性，而且忽視了共產主義內容，勞動者所成立的工人委員會最後可能會成為由勞動者自己所管理的企業，導致資本主義生產方式及工資勞動繼續存在，委員會共產主義者則回應指他們認為無產階級的政治覺悟性十分重要，這種覺悟性促使他們致力於消滅資本主義和實現共產主義，而且成立委員會這個行為只是被用來達成實現共產主義這個目標的手段，此外，是否應該服從政黨所下的命令這個問題也是左翼共產主義者與委員會共產主義者之間的爭論的主題之一。

### 來自無政府主義者所作的抨擊
擁護共產無政府主義的政論家馬克·施韋（Mark Shipway）從無政府主義的角度 對委員會共產主義作出了有褒有貶的評價，作者聲稱部份委員會共產主義者忽視了並非由無產階級人士所成立的任何政治組織的重要性，而且盲目地追隨無產階級人士自發地成立的組織，他稱這種人為委員會主義者，作者聲稱如果無產階級的自發性行動阻礙了人們實現共產主義，委員會共產主義者仍然有必要糾正這些行動 而非放任不管，儘管如此，不過作者仍然聲稱委員會共產主義者能夠在鬥爭中扮演重要的角色。

### 來自工團主義者所作的抨擊
擁護無政府工團主義的組織 團結聯合會（Solidarity Federation） 在其所出版於2012年的、被用以宣揚工團主義的書籍《爲我們自己而戰：無政府工團主義與階級鬥爭》中抨擊了委員會共產主義，其宣稱委員會共產主義一方面聲稱如果缺少有組織性的委員會，勞動者與資本家之間的鬥爭便不可能會發生，但另一方面 又聲稱委員會必須是由勞動者在鬥爭中所直接成立的，這就意味着鬥爭先於委員會的出現而發生，而這與第一種觀點相矛盾。

### 來自馬克思主義者所作的抨擊
列寧主義的創立人弗拉迪米爾·列寧在其著作《共產主義運動中的左派幼稚病》中抨擊了委員會共產主義的一些觀點，列寧宣稱所謂的純潔的、完全不受資產階級所影響的工人联合会只存在於委員會共產主義者的腦海中，列寧表示他認為委員會共產主義者阻礙勞動者加入工會這種行為使他們疏遠了群眾，因而危害了馬克思主義者對革命事業的發展。